# التنابكة (ميدي)

تعديل مصدري - تعديل

التنابكة هي إحدى قرى عزلة بني ميدي بمديرية ميدي التابعة لمحافظة حجة، بلغ تعداد سكانها 259 نسمة حسب تعداد اليمن لعام 2004.